# Reprezentacja Francji w hokeju na trawie kobiet
Reprezentacja Francji w hokeju na trawie kobiet to jedna z silniejszych reprezentacji narodowych w Europie. Trzy razy brała udział w Mistrzostwach świata. W halowych mistrzostwach świata w 2003 roku zdobyła brązowy medal po wygranej 3:1 z Czeszkami w meczu o 3. miejsce.

## Osiągnięcia

### Igrzyska olimpijskie
- nie wystąpiła - 1980
- nie wystąpiła - 1984
- nie wystąpiła - 1988
- nie wystąpiła - 1992
- nie wystąpiła - 1996
- nie wystąpiła - 2000
- nie wystąpiła - 2004
- nie wystąpiła - 2008
- nie wystąpiła - 2012
- nie wystąpiła - 2016
- nie wystąpiła - 2020
- 12. miejsce - 2024

### Mistrzostwa świata
- 7. miejsce - 1974
- 6. miejsce - 1976
- nie uczestniczyła - 1978
- 9. miejsce - 1981
- 1983-2022 nie uczestniczyła

### Mistrzostwa Europy
- 10. miejsce - 1984
- 10. miejsce - 1987
- 10. miejsce - 1991
- 7. miejsce - 1995
- 10. miejsce - 1999
- 8. miejsce - 2003
- 8. miejsce - 2005
- nie uczestniczyła  - 2007
- nie uczestniczyła - 2009
- nie uczestniczyła - 2011
- nie uczestniczyła - 2013
- nie uczestniczyła - 2015
- nie uczestniczyła - 2017
- nie uczestniczyła - 2019
- nie uczestniczyła - 2021
- nie uczestniczyła - 2023
- 7. miejsce – 2025

### Halowe mistrzostwa świata
- 3. miejsce - 2003
- nie uczestniczyła - 2007
- nie uczestniczyła - 2011
- nie uczestniczyła - 2015
- nie uczestniczyła - 2018
- nie uczestniczyła - 2023
- nie uczestniczyła - 2025